# Jean Syndon
Jean Syndon (né Marie Jean Baptiste Léon Sindou à Caniac-du-Causse le 25 mai 1869 et mort à Paris le 7 janvier 1937) est un peintre français, condamné pour l'assassinat de Lucien David en 1902 à Étretat.
Spécialisé dans les portraits, il est aussi connu pour ses nus.

## Biographie
Marie Jean Baptiste Léon Sindou naît le 25 mai 1869 dans une famille originaire de Caniac, canton de Labastide-Murat, arrondissement de Gourdon où elle possédait une propriété qu'elle dut vendre à la suite de revers de fortune occasionnés par la charge d'une famille nombreuse. Jean Sindou est le dernier des cinq enfants qui atteignent l’âge adulte sur les sept du couple : l’ainé Marcel, professeur, comme son père ; Angèle et Caroline modistes et couturières à Saint-Germain-des-Prés ; une troisième fille religieuse.
Admis à l'École des beaux-arts de Paris en 1889, il y reste jusqu’en 1895. Il a pour professeurs les peintres Léon Bonnat et Jules Lefebvre. Afin d’éviter les plaisanteries d'atelier à propos de son nom « Sindou », il prend le pseudonyme de « Syndon ». Il participe à plusieurs éditions du Salon.
En 1901, son adresse est au 17, rue du Dragon à Paris. En 1902 et jusqu’à son arrestation dans l'affaire d'Étretat, il emménage dans un atelier au 73, avenue de Versailles à Paris, où il a pour voisin d’atelier le peintre Henri-Georges Chartier.
Jean Syndon meurt en 1937.

### L’affaire d’Étretat

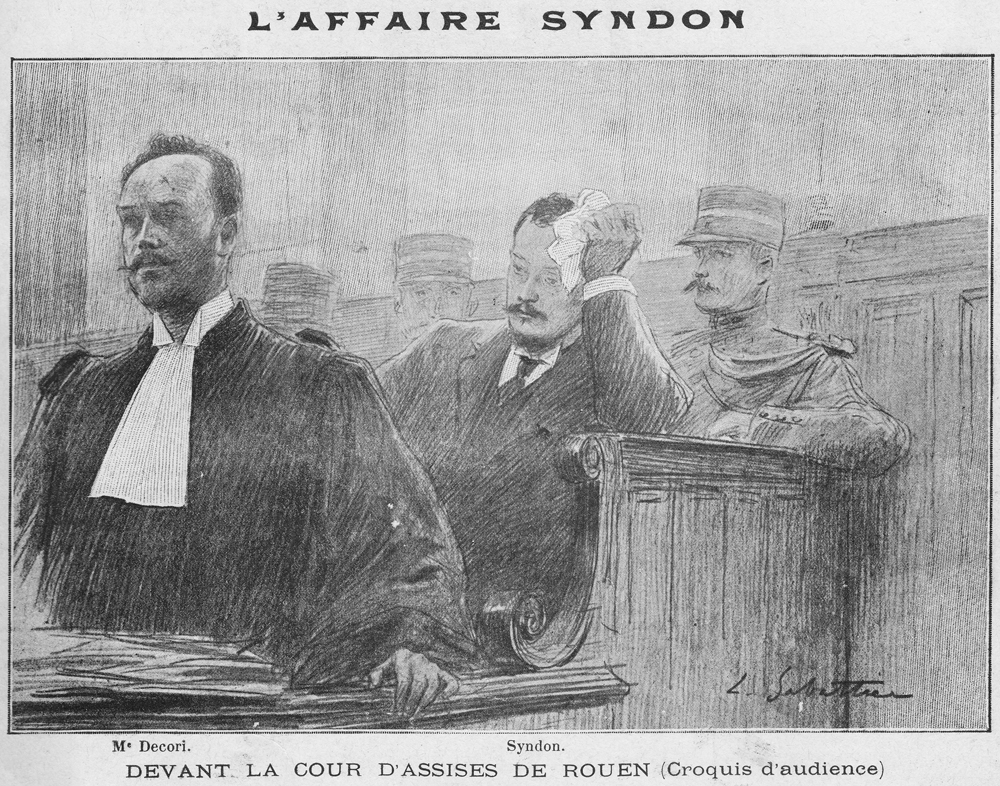
Le procès de Jean Syndon, illustration de Louis Rémy Sabattier publiée dans Les nouvelles illustrées.

Jean Syndon est condamné à dix ans de travaux forcés en 1902 par la cour d'assises de Rouen pour avoir assassiné, à Étretat en septembre 1902, Julien David, le mari de sa maîtresse. Sa peine est commuée en 1903 en dix années de réclusion par recours en grâce auprès du président de la République.
Julien David était agent de change à la bourse de Paris et avait employé Syndon pour réaliser des portraits de sa famille. Il était le père de Pierre David et Maxime David, et le grand-père paternel de l'académicienne Jacqueline de Romilly,,.

## Œuvres dans les collections publiques

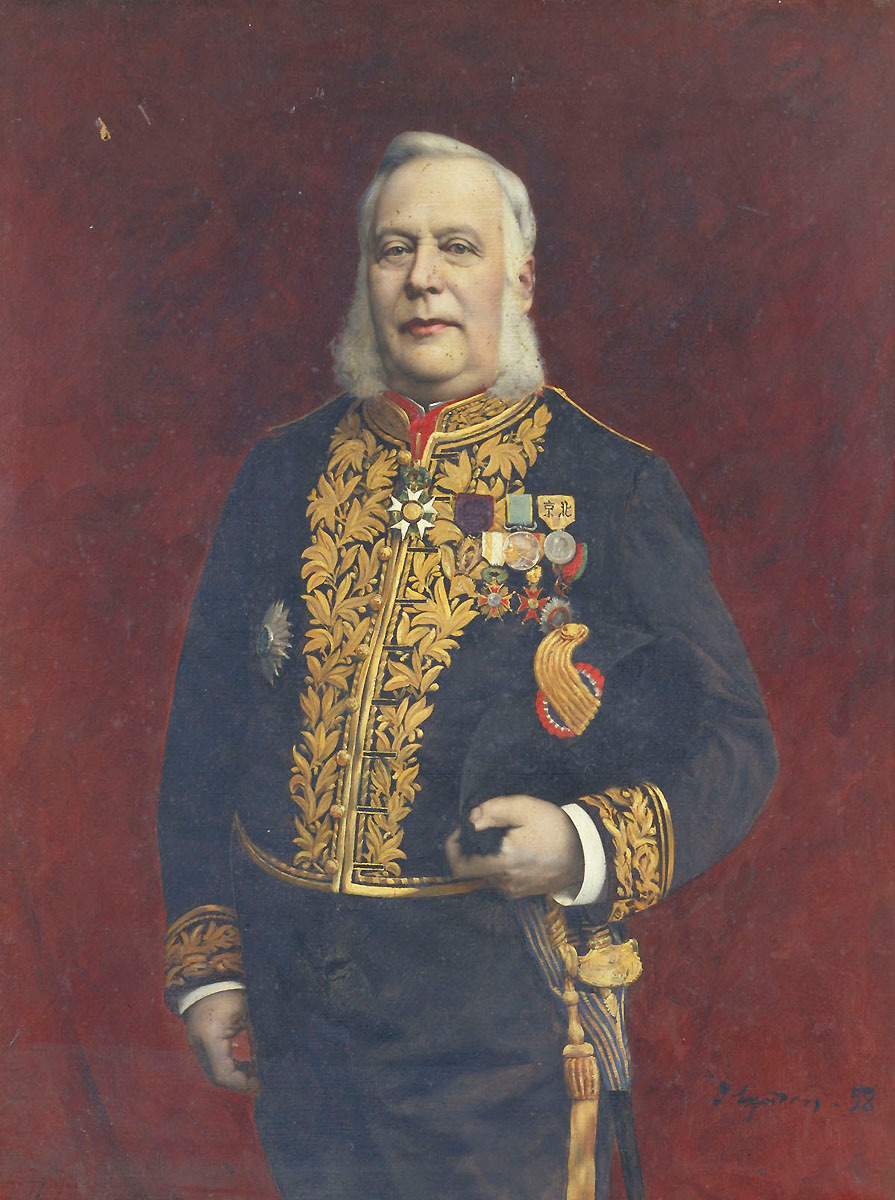
Portrait de l'ingénieur hydrographe Léopold Manen (1898), musée des Augustins de Toulouse.

- Dijon, musée des Beaux-Arts : Portrait de M. Albert Joliet, 1916, huile sur toile[14].
- Dourdan, musée du château de Dourdan : Nu à la puce, 1926, huile sur toile[15].
- Paris, École nationale supérieure des beaux-arts : Faune dansant, 1895, pierre noire sur papier[16].
- Toulouse, musée des Augustins : Portrait de l’amiral Léopold Manen, 1898, huile sur toile[17].

Œuvres non sourcées attribuées à Jean Syndon
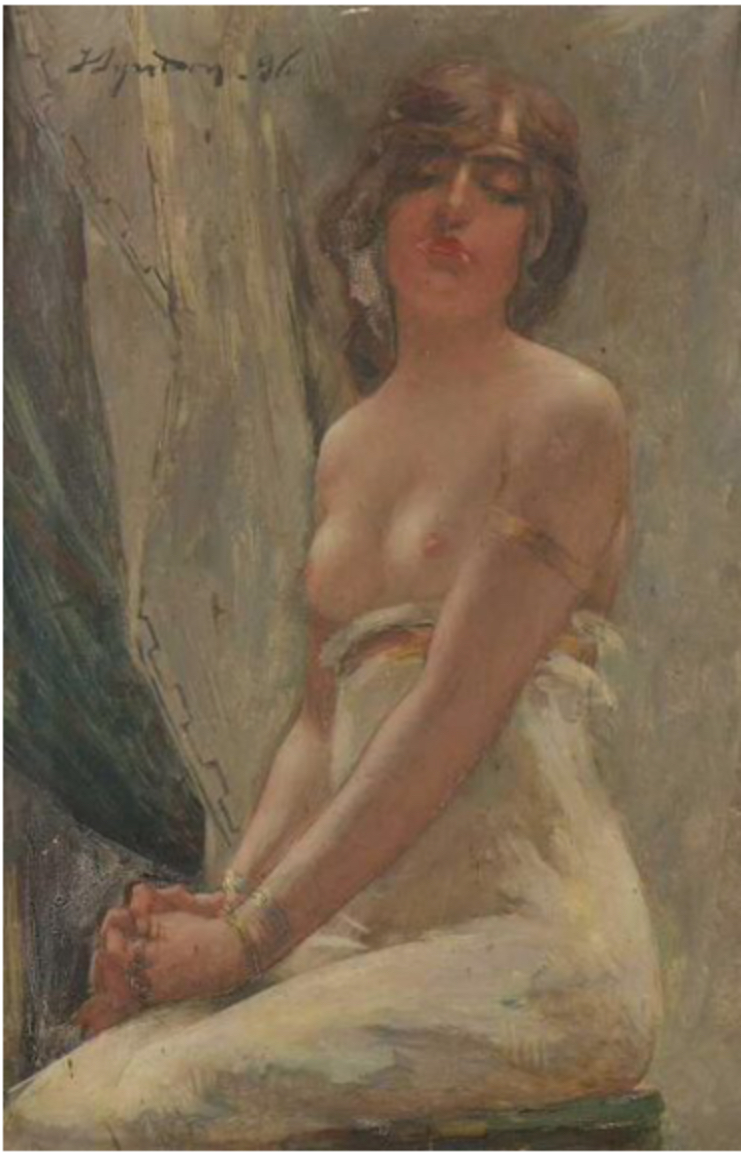
Portrait de femme (1896).
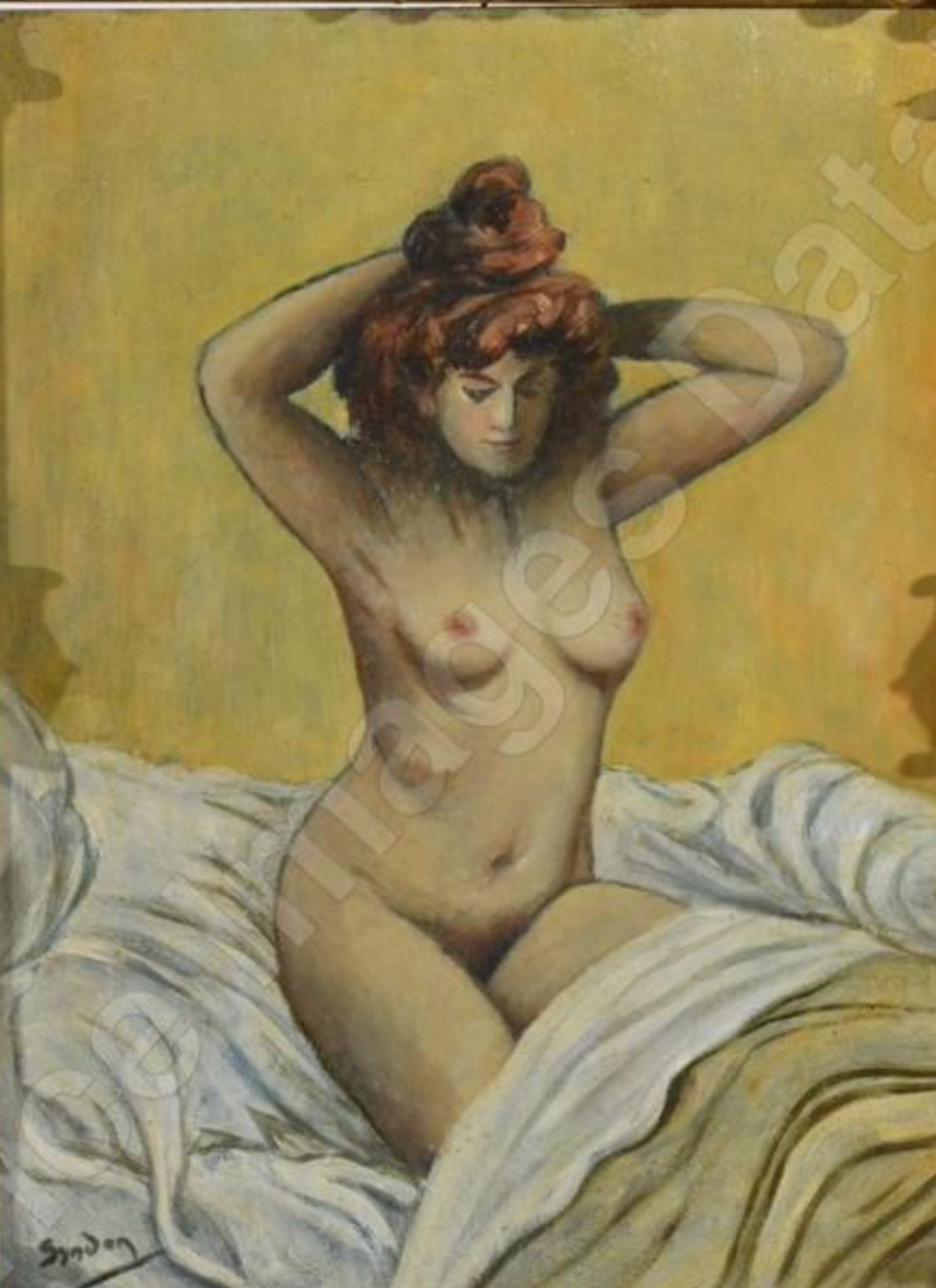
Nu féminin.
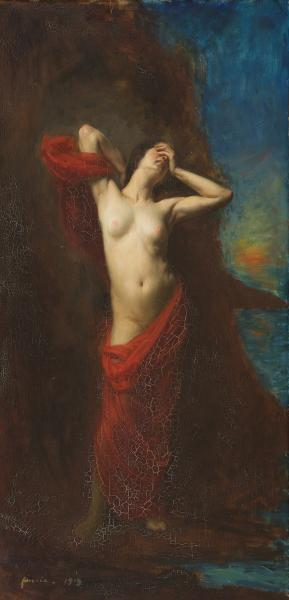
La Nymphe Biblis (1913).
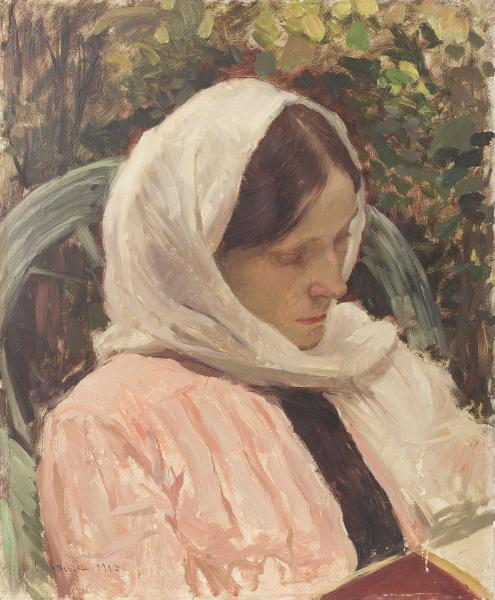
La Lecture (1913).